# Adrián Emmanuel Martínez
Adrián Emmanuel Martínez (Campana, Argentina – 2 de julho de 1992) é um futebolista argentino que joga como atacante pelo Racing.

## Carreira do clube
Nascido em Campana, na província de Buenos Aires, Martínez nunca representou nenhum clube durante sua formação juvenil (exceto por um ano na Villa Dálmine aos 17 anos).  Tocou para os amadores de sua cidade natal, Club Las Acacias (que foi presidido por sua mãe) enquanto trabalhava como coletor de lixo e pedreiro. No antigo emprego, ele foi demitido de sua empresa depois de sofrer um acidente de moto.
Em 2014, depois que seu irmão foi baleado, Martínez foi preso após ser acusado de queimar e roubar a casa do agressor. Ele passou seis meses na cadeia até que ele pudesse provar sua inocência.  Depois de deixar a prisão, ele retornou ao seu primeiro clube, Las Acacias, antes de testar o Defensores Unidos, do Primera C Metropolitana, em janeiro de 2015, depois se juntou ao clube, mas inicialmente jogou sem receber os salários.

### Atlanta
Em 2017, após marcar 21 gols pelo Defensores, Martínez se juntou ao time do Primera B Metropolitana em Atlanta.  Ele marcou 15 gols em sua única temporada no clube, defendendo o Belgrano e o River Plate, da Primera División, na Copa Argentina.

### Sol de América
Em 18 de junho de 2018, Martínez mudou-se para o exterior e se juntou ao clube paraguaio Primera División, Sol de América.  Ele foi o artilheiro do clube com 12 gols, marcando, notadamente, o aparelho contra o Olimpia (duas vezes) e o 3 de Febrero.

### Libertad
Em 18 de dezembro de 2018, Martínez assinou pelo Libertad.  Em 13 de fevereiro, ele marcou três gols em uma goleada de 5 a 1 sobre a Copa Libertadores do The Strongest.

### Coritiba
Em 12 de abril de 2022, o  Coritiba contratou Adrián Emmanuel Martínez, por empréstimo até novembro de 2022. Adrián Martínez fez sua estreia pelo Coxa em 17 de abril, ele entrou aos 36' do segundo tempo da partida contra o Santos, válida pela segunda rodada do Campeonato Brasileiro. Já em 23 de abril, Adrían Martínez marcou o seu primeiro gol com a camisa coxa-branca, no empate contra  o Atlético-MG, na Arena Independência. A partida terminou em 2x2.
Ádrian Martínez  deixou o Coxa, onde foi a campo 24 vezes, entre o Brasileirão Série A e a Copa do Brasil, quatro gols, além de uma assistência.

### Instituto Central Córdoba
Em 26 de dezembro de 2022, o Instituto Central Córdoba comunicou que Adrián Martínez passou a ser jugador da instituição e se somando ao plantel 2023, para disputar a Liga Profissional.
Em dezembro de 2023, Martínez confirmou sua baixa do Instituto. Maravilla foi um jogador fundamental para o clube de Alta Córdoba. Ele fez 18 gols em 41 partidas.

### Racing
Em 2024, Racing adquiriu Adrián Maravilla Martínez em um contrato pelas próximas três temporadas. Nesse sentido, a imprensa argentina anunciou que transferência girou por cerca de 2 milhões de dólares.  Estreou em 28 de janeiro, na derrota por 1 a 0 para o Unión no  El Cilindro. Em 9 de fevereiro, ele teve uma noite espetacular, em seu quarto jogo com a camiseta do Racing. Anotou um triplete e repartiu uma assistência no clássico frente ao San Lorenzo, que terminou com a vitória da Academia por 4 a 1.
Adrián Martínez encerrou a temporada 2024,  onde foi uma Maravilha, e nenhum argentino marcou mais gols que ele Campeão da Copa Sul-Americana pelo Racing Club, fechou a melhor temporada de sua carreira. Martínez marcou 30 gols em 49 jogos em 2024. 12 na Copa da Liga, 17 na Liga Profissional, 1 na Copa da Argentina e 10 na Copa Sul-Americana, sendo a artilheira do torneio. Martínez marcou um gol a mais que Messi, que fechou o ano com 29 em 36 jogos, enquanto Lautaro Martínez terminou com 28 em 59 jogos.

## Títulos
Racing Club
- Copa Sul-Americana: 2024
- Recopa Sul-Americana: 2025

### Artilharias
- Copa Sul-Americana de 2024: (10 gols)